# Chatenay-Vaudin
Chatenay-Vaudin is een gemeente in het Franse departement Haute-Marne (regio Grand Est) en telt 62 inwoners (2009). De plaats maakt deel uit van het arrondissement Langres. Langres is ook de meest nabijgelegen stad. Chatenay-Vaudin strekt zich uit langs een zijweg van en ligt iets ten noorden van de N19.

## Geografie
De oppervlakte van Chatenay-Vaudin bedraagt 3,8 km², de bevolkingsdichtheid is dus 16,3 inwoners per km².
De onderstaande kaart toont de ligging van Chatenay-Vaudin met de belangrijkste infrastructuur en aangrenzende gemeenten.

## Demografie
Onderstaande figuur toont het verloop van het inwonertal (bron: INSEE-tellingen).